# اینگرید آندرس
اینگرید آندرس (انگلیسی: Ingrid Andress؛ زادهٔ ۲۱ سپتامبر ۱۹۹۱) خواننده-ترانه‌پرداز و موسیقی‌دان در سبک کانتری اهل ایالات متحده آمریکا است. شهرت او بعنوان خواننده آهنگ دلهایی بیشتر از من که آهنگ ۳۰ام از بیلبورد هات ۱۰۰ شد، است. مارس ۲۰۲۰ او آلبوم بانووار را منتشر کرد که مورد تحسین منتقدان قرار گرفت.

## زندگی شخصی و حرفه ای
آندرس در ساوت‌فیلد، میشیگان بدنیا آمد و در هایلندز رانچ، کلرادو بزرگ شد در همان بچگی نواختن پیانو و درام را آموخت و در دبیرستان در گروه کر شرکت کرد. او در کالج موسیقی برکلی از رشته ترانه‌سرایی و اجرا فارغ‌التحصیل شد.
او به گروه آکاپلا که در شبکه ان‌بی‌سی اجرا داشت، پیوست. او بعد از آن به نشویل مهاجرت کرد و به نوشتن ترانه برای خوانندگانی همچون سم هانت، آلیشا کیز، چارلی ایکس‌سی‌ایکس پرداخت.
در سال ۲۰۱۸ با وارنر رکوردز قرارداد امضا کرد و سال ۲۰۱۹ آهنگ دلهایی بیشتر از من را منتشر کرد.
او از فیث هیل و د چیکس به عنوان خوانندگان الهام بخش او برای ادامه مسیر خوانندگی نام برد.